# Посёлок Льнозавода (Красносельский район)
Льнозаво́да — посёлок в Красносельском районе Костромской области. Входит в состав Чапаевского сельского поселения.

## География
Посёлок находится в юго-западной части Костромской области, на расстоянии примерно 15 км (по прямой) к северо-востоку от посёлка Красное-на-Волге, административного центра района.

### Часовой пояс
Посёлок Льнозавода, как и вся Костромская область, находится в часовой зоне МСК (московское время). Смещение применяемого времени относительно UTC составляет +3:00.

## Население
| 2008 | 2010 | 2014 |
| ---- | ---- | ---- |
| 142  | ↘108 | ↗148 |

### Национальный состав
Согласно результатам переписи 2002 года, в национальной структуре населения русские составляли 99 % из 121 чел.